# Каппа Майкі
Каппа Майкі - американський анімаційний ситком, створений Ларрі Шварцом і Сергієм Анісковим у 2005 році.

## Сюжет
У Японського серіалу «Лілі Му» впав рейтинг, і тому оголосили розіграш: по всьому світу випустили картки, і тільки на одній з них напис «You are a winner» (ви переможець). Тим часом в США Майкі Саймон (повне ім'я Майкл Александр Саймон) хоче стати знаменитим актором. Йому щастить: йому попадається щаслива картка і він їде зніматися і стає супер зіркою.

## Виробництво
Технічно серіал реалізований у стилі, що претендує на зображення аніме та використовує обов'язкові для жанру елементи, такі як кольорові волосся у персонажів (але автори не дотримали відповідність певного кольору певному характеру, що є традиційним для аніме), характерне схематичне відображення певних емоційних станів персонажів (крапля біля скроні символізує збентеження або спантеличення, на лобі вени супроводжуються станом злості).
При цьому головний герой серіалу, американець Майкі Саймон намальований у ключі, традиційнішому для західної школи анімації: у нього більш-менш пропорційне тіло, звичайні людські очі і зачіска, персонаж має чорне обведення навколо свого силуету. Така різниця в зображенні покликана підкреслити його «чужорідність» у псевдояпонському антуражі.

## Персонажі
- Майкл Александр Саймон - Просто - Майкі. Головний герой серіалу «Лілі Му», американець, дружить з Ґонардом, подобається Лілі, пізніше виявляє симпатію до Міцукі. (Тільки контури Сорочки виділені чорним кольором)
- Озу - продюсер серіалу «Лілі Му». Старий і буркотливий. Любить свій бонсай. Є старший брат Брозу.
- Ґонард - синєволосий найкращий друг Майкі Саймона, грає в «Лілі Му» однойменного лиходія. Придуркуватий і весь час хоче що-небуть з'їсти.
- Ґуано - режисер фільму. Якась істота з фіолетовою шерстю, посередині пуза в нього блакитний кристал. Герой команди "Лілі Му". У Ґуано безліч фобій, таких як: боязнь хмар, метеликів, папараці. Так само Ґуано ніколи не миється. Згодом Ґуано виявляється сином Озу в костюмі.
- Міцукі - синєволоса героїня фільму, добра і мила, готова завжди і всім допомогти. Закохана в Майкі.
- Лілі - героїня фільму, подруга Міцукі і просто красуня-блондинка, яка готова покричати на Майкі.
- Єс Мен (Містер "Так") - помічник Озу, весь час "підтакує" до слів Озу.
- Брозу - репер, брат Озу, що народився на одну секунду раніше Озу. Озу належить 51% від прибутку "Лілі Му".
- Ноу Мен - напарник і підлиза Брозу. Близнюк Єс Мена (Містера "Так"а_). Репер.
- Йоші - невдаха оператор.

## В Україні
В Україні мультсеріал вперше було показано 23 квітня на каналі "Кіно" о 16:20, таким чином замінивши у цьому слоті інший мультсеріал "Життя робота-підлітка". Мультсеріал було озвучено студією 1+1 для телеканалу "Кіно", текст читали актори Дмитро Завадський та Юлія Перенчук.

## Культурні помилки
- В Японії не мешкають єноти, які фігурують в епізодах «The Phantom of the Soundstage» і «The Man Who Would Be Mikey».
- В епізоді «The Bracemaster» вершина гори Фудзі не покрита снігом, а персонажі, які вчиняють сходження, одягнені по-літньому.